# Lymire albipedalis
Lymire albipedalis är en fjärilsart som beskrevs av M.Gaede 1926. Lymire albipedalis ingår i släktet Lymire och familjen björnspinnare. Inga underarter finns listade i Catalogue of Life.